# Бодеско-Михали, Яков Михайлович
Яков Михайлович Бодеско-Михали (1892 — 1937) — советский разведчик, майор государственной безопасности, владел венгерским, сербским, немецким, французским и русским языками. Расстрелян в «особом порядке», реабилитирован посмертно. 

## Биография
Родился в еврейской семье мелкого торговца, получил неполное среднее образование, окончив 5 классов гимназии и с 1908 работал конторщиком на электростанции. Состоял членом Социал-демократической партии Венгрии с 1909, затем членом Союза социалистов-революционеров-максималистов, с 1 февраля 1920 в РКП(б). В 1912 был призван в Австро-венгерскую армию, окончил унтер-офицерскую школу. Участник Первой мировой войны, после второго боя, с августа 1914 находился в плену в Российской империи. Содержался в лагерях для военнопленных на станции Дивизионная, затем за антивоенное выступление в апреле 1917 перед солдатами сослан в штрафной лагерь на станции Даурия в Забайкальской области, а потом в Троицко-Савской тюрьме.
В декабре 1917 бежал из лагеря и сформировал красногвардейский отряд из военнопленных–интернационалистов и вступил в Союз эсеров-максималистов Забайкальской области. Состоял членом областного исполнительного комитета, был начальником отряда особого назначения, инструктором по организации Красной гвардии из иностранцев. С марта по сентябрь 1918 являлся заместителем председателя ЧК Забайкальской области. С сентября 1918, после падения власти большевиков, работал в подполье в Благовещенске. 27 февраля 1919 был арестован колчаковской контрразведкой, но после 8 месяцев заключения ему при помощи подполья удалось освободиться и бежать в тайгу к красным партизанам. В 1920 был заведующим военно–разведывательным отделом Амурской области, адъютант главнокомандующего Амурской армии, адъютант командующего 2–й армией. С лета до октября 1920 председатель Амурской областной ЧК. В 1921 начальник Оперативного отдела Разведывательного управления Народно–Революционной армии ДВР в Чите.
В сентябре 1921 по вызову ЦК РКП(б) прибыл в Москву в распоряжение Президиума ВЧК и назначен уполномоченным 15–го специального отделения особого отдела (ОО) ВЧК, в 1922 помощник начальника этого отделения. С 1923 по октябрь 1924 помощник начальника 2–го отделения контр-разведывательного отдела (КРО) ОГПУ. В сентябре 1923 на 3 месяца отправился в Веймарскую республику в связи с готовившейся в ней революции. В феврале 1924 был отправлен на 3,5 месяца в заграничную командировку. До октября 1924 был помощником начальника 2–го отделения КРО ОГПУ СССР. С октября 1924 особоуполномоченный ИНО ОГПУ СССР. С ноября 1924 по январь 1926 на нелегальной работе в Греции. В 1926−1929 начальник областного отдела ГПУ АССР немцев Поволжья. В 1929−1931 начальник областного отдела ГПУ Бурят–Монгольской АССР. С 29 марта 1933 по 25 декабря 1936 начальник 2–го отделения ИНО ОГПУ-НКВД. С 25 декабря 1936 по 23 мая 1937 сотрудник 7–го отдела ГУГБ НКВД.
Проживал по адресу: Большой Комсомольский переулок, дом 5, квартира 32. Арестован 23 мая 1937 по обвинению в «антисоветской агитации и шпионаже в пользу германской разведки».
Внесен в Сталинский расстрельный список в «особом порядке» от 31 августа 1937 года по 1-й категории («за» Сталин, Молотов, Ворошилов, Жданов, Каганович). 2 сентября 1937 оформлен к расстрелу в «особом порядке» комиссией в составе народного комиссара внутренних дел, прокурора СССР и председателя Военной коллегии Верховного суда СССР к ВМН, в тот же день расстрелян вместе с Р. А. Пилляром, С. А. Мессингом, В. И. Гурским. Место захоронения - спецобъект НКВД «Коммунарка» (первая партия захороненных на спецобъекте в 1937 году). Посмертно реабилитирован 2 апреля 1957 года ВКВС СССР, приговор отменён и дело прекращено за отсутствием состава преступления.

### Звания
- унтер-офицер;
- старший унтер-офицер;
- майор государственной безопасности (1935).

### Награды
- два знака «Почётный работник государственной безопасности» (20 декабря 1933, 16 декабря 1935);
- именное оружие.